# Eyprepocnemis phronusa
Eyprepocnemis phronusa är en insektsart som beskrevs av Brancsik 1893. Eyprepocnemis phronusa ingår i släktet Eyprepocnemis och familjen gräshoppor. Inga underarter finns listade i Catalogue of Life.